# Organization of Modern Extreme Grappling Arts
A Organization of Modern Extreme Grappling Arts, também conhecida pelo acrônimo OMEGA, foi uma promoção independente de wrestling profissional estadunidense, com sede no centro da Carolina do Norte.

## História
Fundada pelos irmãos Matt e Jeff Hardy (Hardy Boyz) em 1997, a OMEGA se baseou em lutas do estilo hardcore ou high-flying. Entre os wrestlers, há de destacar Shannon Moore, Lita, Joey Mercury e Gregory Helms.
Após Matt e Jeff assinarem contrato com a World Wrestling Federation, a OMEGA faliu e a maioria dos seus wrestlers foi movido para a NWA Wildside. 
Lita foi a única mulher na OMEGA.

## Títulos
| Título                               | Último campeão                 |
| ------------------------------------ | ------------------------------ |
| OMEGA Heavyweight Championship       | Steve Corino                   |
| OMEGA Light Heavyweight Championship | Joey Matthews                  |
| OMEGA New Frontiers Championship     | Cham Pain                      |
| OMEGA Tag Team Championship          | Mike Maverick and Otto Schwanz |